# Province d'Isabel
La province d'Isabel, également orthographiée Ysabel, est une des provinces des Îles Salomon. Sa population comptait environ 30 000 habitants en 2004, 35 257 habitants en 2020, principalement concentrés sur l'île principale, l'Île Santa Isabel qui abrite Buala de la province. Cette ville propose des services aériens réguliers vers Honiara sur Solomon Airlines depuis l'aéroport de Fera, sur l'île de Fera, à 15 minutes en bateau de Buala.
La province a une économie dominée par l'agriculture de subsistance avec des plantations occasionnelles pour des cultures commerciales telles que le coprah, et par des activités forestières. La province est rarement visitée par les touristes en raison de la médiocrité des infrastructures, du manque de routes, d'hôtels, de soins médicaux modernes et du paludisme endémique.
La plupart des régions disposent d'une « Maison de repos », une maison où les invités peuvent chercher un hébergement pour une nuit ou deux, mais de nombreux résidents sont prêts à accueillir des visiteurs pour la nuit.
Santa Isabel est la plus longue île des Îles Salomon. Le premier contact européen avec les Îles Salomon a été établi par le navigateur espagnol Álvaro de Mendaña en 1568, qui leur a donné leur nom parce qu'il a quitté l'Espagne le jour de la Santa Isabella. Le point culminant est le mont Kubonitu, également connu sous le nom de mont Sasari, à 1 120 mètres (3 670 pieds).

## Divisions administratives
La province d'Isabel est subdivisée en quartiers suivants :
Isabel Province (26,158)
- Kia (1,929)
- Baolo (1,148)
- Kokota (1,177)
- Hovikoilo (1,988)
- Buala (2,813)
- Tirotongana (689)
- Koviloko (1,234)
- Kmaga (1,862)
- Kaloka (962)
- Tatamba (1,404)
- Sigana (2,394)
- Japuana (2,163)
- Kolomola (949)
- Kolotubi (1,671)
- Susubona (1,907)
- Samasodu (1,868)

## Îles
- Arnarvon
- Kerehikapa
- Fera Island
- Maleivona
- Onogou Island
- Ramos
- San Jorge
- Santa Isabel
- Sikopo
- Mahige
- Barora Fa'a
- Barora Ite
- Papatura F'a
- Papatura Ite

## Personnes notables
- Jeremiah Manele – Premier ministre depuis 2024, né à Santa Isabel.